# Mikhail Varshavski
Mikhail Varshavski (Ruso 	Михаил Варшавский) conocido como Doctor Mike es un médico de medicina familiar, personalidad célebre, boxeador y filántropo, con sede en la ciudad de Nueva York, certificado por el consejo médico de Estados Unidos. Actualmente, Varshavski es el médico con más seguidores en redes sociales con un seguimiento de más de 14 millones de personas. Es un médico de medicina familiar que se especializa en medicina preventiva y osteopática en Overlook Medical Center.
Varshavski ganó la atención de los medios a mediados de 2015 cuando Buzzfeed publicó un artículo sobre él elogiándolo por su buena apariencia. Gracias a esto, se hizo conocido como el "doctor más popular en Instagram" y apareció en una variedad de revistas y periódicos, incluyendo Cosmopolitan, DailyMail, New York Magazine y Time. Su cuenta de Instagram amasó cerca de un millón de seguidores en octubre de 2015. Su seguimiento aumentó aún más en noviembre, cuando la revista People lo nombró "Sexiest Doctor Alive". A partir de abril de 2018, su cuenta de Instagram tiene más de 3.7 millones de seguidores.
Varshavski ha seguido creciendo en popularidad como una voz líder para la comunidad médica apareciendo en los principales programas de televisión como Good Morning America, Today Show, The Doctors, Rachael Ray Show, Mornings with Maria, Inside Edition y Good Day. Habla sobre una amplia gama de temas médicos complejos y, a veces, controvertidos, dividiéndolos en segmentos atractivos, divertidos y fáciles de entender.

## Primeros años y educación
Varshavski nació en Rusia. Su padre era médico y su madre era profesora de matemáticas. A la edad de seis años, él y su familia emigraron a Brooklyn. En Brooklyn, su madre tuvo que trabajar barriendo pisos por un salario mínimo, mientras que su padre asistió a la escuela de medicina por segunda vez.
Recibió el apodo de Doctor Mike durante su escuela secundaria por amigos que acudieron a él por lesiones relacionadas con el deporte sabiendo que el padre de Varshavski es médico. Se graduó del New York Institute of Technology con un B.S. en ciencias de la vida y un doctorado en medicina osteopática a través de una vía combinada acelerada de 7 años. Durante su primer año de escuela de medicina, su madre murió de leucemia.
Varshavski fue aceptado en el programa de residencias de medicina familiar del Atlantic City System Overlook Medical Center a mediados de 2014. Durante su tiempo allí llevó a cabo una investigación de ejercicio con sus pacientes. Su estudio "Workout with Your Doctor" fue presentado en la reunión regional de FMEC de 2016, así como también en el programa Dr. Oz Show. Luego completó el programa de residencia con un premio a la excelencia en medicina osteopática a mediados de 2017.

## Carrera
Varshavski ha hecho muchas apariciones televisivas y públicas desde 2012; en noviembre de 2016, fue el presentador principal de médicos en el evento televisivo Stand Up to Cancer U.K., en vivo, durante el cual dirigió a la presentadora Davina McCall para realizar un examen rectal. El evento recaudó más de $18 millones para la investigación del cáncer. Varshavski también ha aparecido en el programa Dr. Oz Show, Good Morning America, The Doctors, Inside Edition, Fox News y Telemundo.
Además de su trabajo en el hospital y en televisión, Varshavski también ha sido orador invitado en varias universidades, foros públicos, programas de radio y conferencias de salud/estilo de vida. Ha sido ponente en la Universidad de Columbia, la Universidad de Rutgers, el Brooklyn College y en la iHeartRadio Lifestyle/Health Expo anual.
Ha escrito artículos en varias revistas médicas y es colaborador de AAFP, Men's Health, NBC News, Livestrong, Women's Health Magazine, Shape magazine y AskMen. También escribió una sección en Magil's Medical Encyclopedia.
En abril de 2017, Varshavski lanzó su canal de YouTube dirigido a la generación del milenio educándolos sobre una amplia variedad de temas médicos, de salud y de estilo de vida. Cinco meses después del lanzamiento, el canal recibía más de un millón de visitas mensualmente y ha sido reconocido por la prensa.

### Filantropía
Varshavski ha utilizado su fama en las redes sociales y su trabajo como médico para establecer su propia fundación, Limitless Tomorrow, que lanzó a fines de 2015. A través de la organización benéfica ha recaudado más de $100,000 para apoyar económicamente a estudiantes merecedores que han demostrado excelencia dentro y fuera del aula. Varshavski ha utilizado su seguimiento de Instagram para recaudar dinero para su fundación de varias maneras, incluida la asociación con la aplicación de citas Coffee Meets Bagel en enero de 2016 para sortear una cita con él. Los participantes hicieron una donación mínima de $10 para unirse a la rifa, con un ganador obteniendo una cita con Varshavski. La rifa recaudó $ 91,000 y llamó la atención de los medios nacionales e internacionales.
Varshavski también participa en varios otros eventos de caridad y trabajos filantrópicos; en marzo de 2014, se afeitó la cabeza para la organización contra el cáncer infantil de St. Baldrick y en septiembre de 2017, por segundo año consecutivo, dirigió al Team Doctor Mike en la NYC Race for the Cure. En las semanas anteriores, promovió la carrera produciendo y protagonizando un video viral. El Dr. Mike también ha trabajado en el campo de la salud internacional al asociarse con Americares, y pasó 2 semanas en su centro médico de El Salvador.

## Fama en Redes Sociales
A principios de 2012, Varshavski se unió a Instagram para documentar su vida pasando por la escuela de medicina, a través de la residencia y la capacitación para convertirse en médico. Publicó fotos de sí mismo en el quirófano, asistió a eventos de moda y pasó tiempo con su husky, Roxy. Su búsqueda para desmitificar y mejorar la medicina atrajo a una gran audiencia que le ganó más de 100.000 seguidores en el transcurso de tres años.
En agosto, Buzzfeed lo presentó en un artículo, llamándolo el "doctor más popular en Instagram". Posteriormente, apareció en Cosmopolitan, DailyMail, y Business Insider. Para octubre de 2015, su cuenta creció a un millón de seguidores y la revista People lo nombró el "médico más sexy vivo" en su edición de hombres más sensuales y vivos en noviembre de 2015.
Después de hacerse popular en las redes sociales, Varshavski ha recibido mucha cobertura mediática. Ha aparecido en Time, Covetuer, Mr Porter, Cosmopolitan, New York Magazine, E! News y Business Insider. Fue aclamado por los medios como la versión de la vida real del personaje de Anatomía de Grey, Derek Shepherd.